# Joachim von Beust

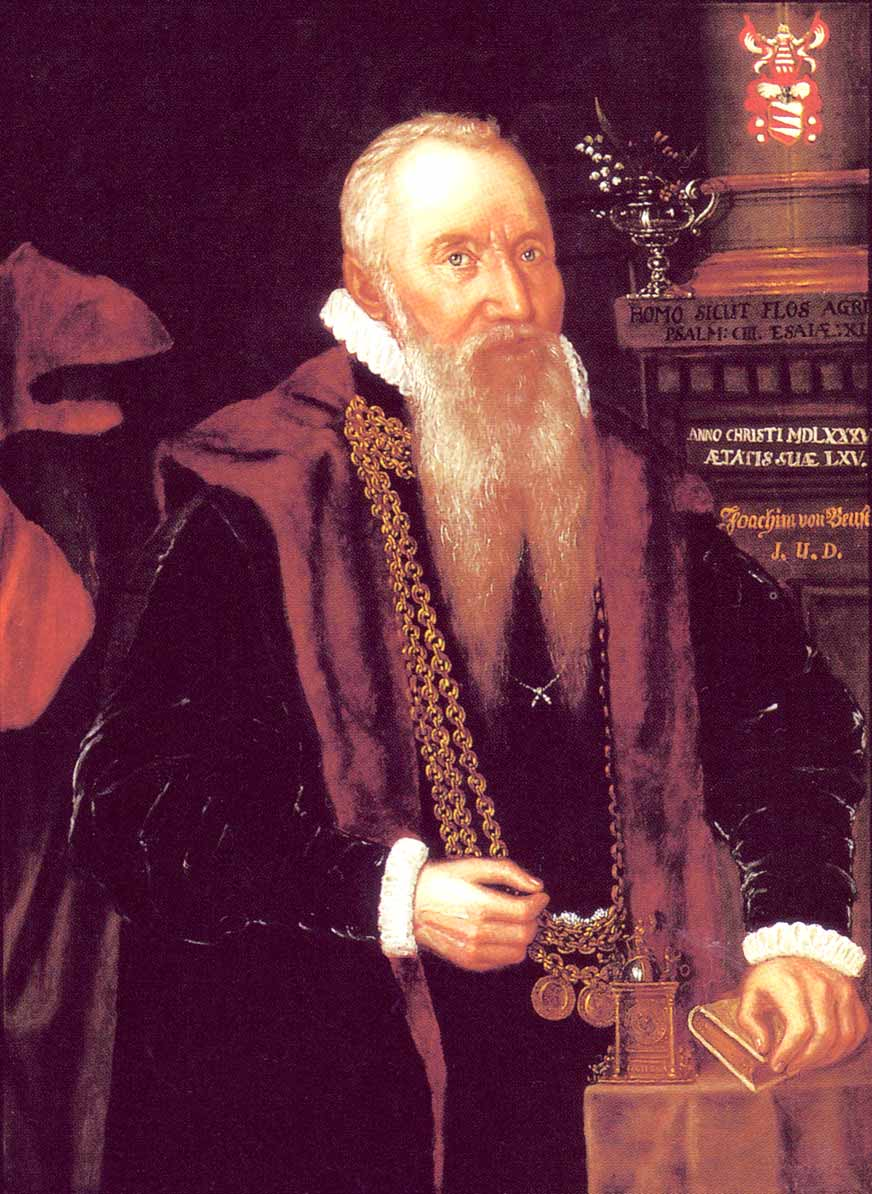
Porträtgemälde von Joachim von Beust

Joachim von Beust (* 19. April 1522 in Möckern; † 4. Februar 1597 in Planitz) war ein deutscher Jurist.

## Leben
Er wurde als Sohn des Hauptmanns von Möckern Achim von Beust geboren. Aus einer alten märkischen Familie stammend, deren Stammgut im heutigen Kreis Stendal lag, ist er Stammvater aller noch jetzt lebender Personen mit dem Namen von Beust. Er studierte ab dem Sommersemester 1539 in Leipzig die Rechtswissenschaften, beschäftigte sich mit humanistischen Studien und erwarb sich im Sommersemester 1540 den Grad eines Baccalaureus der Sieben freien Künste. So kam er mit Martin Luther in Kontakt und bekannte sich früh zu dessen Lehre.
1544 ging er auf Veranlassung des Modestinus Pistoris nach Italien, studierte 1547 in Bologna, promovierte 1548 zum Doktor der Rechte und setzte seine Studien in Siena fort. Als der Kurfürst Moritz von Sachsen am 28. Juli 1550 das Wittenberger Hofgericht in Wittenberg wieder ins Leben rief, benannte er Benedikt Pauli, Michael Teuber und von Beust als Beisitzer. Damit war eine Professur der Digesten verbunden, am 22. Mai 1552 immatrikulierte er sich an der Universität Wittenberg. Als Rat diente er den Landesherren bei verschiedenen Rechtsgeschäften mannigfaltiger Art und wurde ebenfalls 1550 als Professor der Rechtswissenschaften an die Universität Wittenberg berufen.
Als solcher war er 1555 an die zweite Professur an der Juristenfakultät aufgerückt. Kurfürst August von Sachsen ernannte ihn 1553 zum Rat von Haus aus, welche Stellung er nicht nur unter Kurfürst Christian I. beibehielt, sondern seit 1565 auch mit kurfürstlicher Genehmigung bei den Fürsten von Anhalt wirkte.
1556 heiratete er in Wittenberg, hatte dort ein Haus und erwarb sich später, durch den Tod mehrerer Brüder, 1580 ein Rittergut in Planitz, dem heutigen Stadtteil von Zwickau. Im Sommersemester 1562 war er Dekan der juristischen Fakultät, im Wintersemester 1555/56, im Wintersemester 1569/70, im Sommersemester 1578 bekleidete er das Rektorat der Leucorea und wurde 1580 an das von Meißen nach Dresden verlegte Konsortium berufen, wo er nun seinen Wohnsitz aufschlug, jedoch noch bis 1588 förmlich in der Universität verzeichnet wurde. Durch sein juristisches Wirken war er auch in die theologischen Streitigkeiten jener Zeit verwickelt. Von Dresden aus war er 1592 als Visitator tätig und zog sich 1593 aufgrund seines vorgerückten Alters nach Planitz zurück, wo er im Februar 1597 verstarb.
Sein juristisches Hauptwerk „Tractatus de sponsalibus et matrimoniis ad praxin forensem accommodatus“ (Wittenberg 1586), geht auf die akademische Tätigkeit des Verfassers zurück. Dies sollte Richtern als Führer durch das noch wenig ausgebildete evangelische Eherecht dienen. Mit diesem Werk wurde er der Begründer des sächsischen protestantischen Eherechts. Zudem ist er auch als Dichter in Erscheinung getreten.
Aus seiner in Wiesenburg am 2. August 1556 geschlossenen Ehe mit Barbara Brandt von Lindau, ist nur der am 13. Juli 1559 in Wittenberg geborenen Sohn Heinrich von Beust († 16. Dezember 1627) bekannt. Dieser war verheiratet mit Barbara Löser zu Leupnitz und hatte fünf Söhne und drei Töchter.

## Werkauswahl
- Tractatus De Ivre Connvbiorvm Et Dotivm Ad Praxin Forensem Accomodatvs. Spies, Wittenberg 1591, Digitalisat.
- Tractatvs de Sponsalibvs et Matrimoniis Ad Praxim Forensem Accommodatvs. Crato Erben, Wittenberg 1586, Digitalisat.
- Lectvra In Titvlvm Digesti Veteris De Iureiurando. Crato, Wittenberg 1576, Digitalisat.
- Christiados libellvs. s. n., Wittenberg 1572, Digitalisat.
- Oratio de legum et ordinis politici dignitate. s. n., Wittenberg 1561.